# Package on package

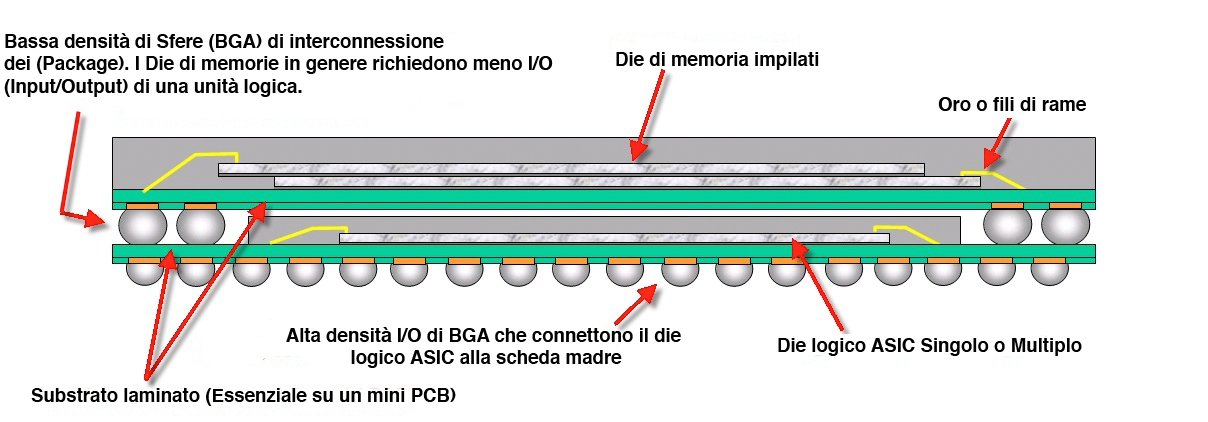
Struttura di un PoP (Package on Package)

Package on package, o PoP (in italiano. "pacchetto su pacchetto"), è un metodo di packaging dei circuiti integrati che unisce con una logica ben precisa due o più circuiti integrati tramite la tecnologia ball grid array (BGA, lett. "griglia di sfere conduttive").
Il metodo consiste in due o più circuiti integrati installati uno sopra l'altro, cioè impilati, con un'interfaccia standard per instradare i segnali tra loro. Questo permette una maggiore densità dei componenti in dispositivi, come gli smartphone, computer portatili e macchine fotografiche digitali.